# Will Routley
Will Routley (Whistler, 23 mei 1983) is een Canadees wielrenner die in 2016 stopte als professionele wielrenner.

## Belangrijkste overwinningen
2010
3e etappe Redlands Bicycle Classic
 Canadees kampioen op de weg, Elite
2014
4e etappe Ronde van Californië
 Bergklassement Ronde van Californië
2016
2e etappe Gran Premio Liberty Seguros
Anderson · Batty · Bell · Boily · Boivin · Euser · Gilbert · Houle · Lacombe · Lambert-Lemay · Langlois · de Luna · McCarty · Parisien · Randell · Roth · Routley · Tuft · Vives
Anderson · Bell · Boily · Boivin · Euser · Fairly · Gilbert · Houle · Künzli · Lacombe · Lambert-Lemay · de Luna · McCarty · Parisien · Roth · Routley · Selander · Vandborg · Vives · Duchesne (stagiair)
Caethoven · A.Cappelle · Commeyne · Degand · De Troyer · Drucker · Gilbert · Habeaux · Jans · Napolitano · Routley · Scheirlinckx · van Dijk · Van Goolen · Van Melsen · Vanlandschoot · Verraes · Vogondy · Nardelli (stagiair) · Seynaeve (stagiair)